# フォレル山
フォレル山（フォレルさん、Mont Forel）とは、グリーンランドの東岸部を南北に走るワトキンス山脈を構成する山の1つである。

フォレル山の位置。

フォレル山は北極圏（北緯66度33分よりも北）に存在する山の1つであり、おおよそ北緯66度56分、西経36度47分に位置している

。
その山頂の標高は約3360 mである

。
ところで、グリーンランドには3000 mを超える山々は東岸部にしか無い

。
そして、グリーンランドの最高峰のギュンビョルン山ですら山頂の標高は約3700 mである

。
したがって、フォレル山はグリーンランドにおいては比較的高い山と言える。